# Colpodellida
Colpodellida Cavalier-Smith, 1993 è un ordine di alveolati eucarioti, che comprende piccole specie predatrici quali Colpodella pugnax. Sono predatori flagellati attivi che consumano piccoli protisti. Non ingeriscono completamente la preda, piuttosto assorbono o "succhiano" il contenuto della preda, in parte o del tutto. Questa modalità è chiamata mizocitosi.